# Elizabeth Schuyler Hamilton
Elizabeth Hamilton (Albany, 9 augustus 1757 - Washington, 9 november 1854) was de mede-grondlegger en adjunct-directeur van het eerste privé-weeshuis in de Amerikaanse stad New York. Ze was de vrouw van de Amerikaan Alexander Hamilton.

## Jeugd en familie
Elizabeth "Eliza" Schuyler werd geboren in Albany (provincie New York), als tweede dochter van Philip Schuyler, een generaal in de Onafhankelijkheidsoorlog, en Catherine Van Rensselaer Schuyler. De Van Rensselaers van de Manor van Rensselaerswyck waren een van de rijkste en meest politiek invloedrijke families in de provincie New York. Ze had zeven broers en zussen die volwassen werden, waaronder Angelica Schuyler Church en Margarita "Peggy" Schuyler Van Rensselaer, en 14 broers en zussen in totaal.
Haar familie viel onder de gefortuneerde Nederlandse landbezitters die zich rond midden 17e eeuw in Albany vestigden, haar moeder en vader kwamen beiden van rijke en gerespecteerde families. Net als veel landbezitters in die tijd, bezat Philip Schuyler slaven, en groeide Eliza op tussen slavernij. Ondanks de onrust van de Franse en Indiaanse oorlog, waar haar vader in meevocht en werd bestreden dicht bij haar thuis, was Eliza's jeugd comfortabel, en leerde ze lezen en naaien van haar moeder. Net als veel Nederlandse families in de omgeving, zal ze naar de Reformed Dutch Church of Albany zijn gegaan, die er tot op de dag van vandaag nog staat, al werd de kerk waar Eliza daadwerkelijk naartoe ging afgebroken in 1806. Dit zorgde bij haar voor een sterk en onwrikbaar geloof dat ze in heel haar leven zou behouden.
Toen ze nog kind was ging ze eens met haar vader mee naar een vergadering van de Six Nations en ontmoette Benjamin Franklin die tijdens een reis korte tijd bij de familie Schuyler logeerde. Haar hele leven had ze een sterke wil en een impulsiviteit die opvielen bij haar bekenden. James McHenry, een van Washington's assistenten naast haar toekomstige echtgenoot, zei: "Ze heeft een sterk karakter en haar gevoelens en humeur onder controle, maar met een warme diepte eronder, die soms bovenkomt in een empatische expressie." Later zei de zoon van Joanna Bethune, een van de vrouwen waarmee ze samenwerkte bij het oprichten van een weeshuis, dat zowel Elizabeth als Joanna een vastberaden karakter hadden, Mrs. Bethune was de meer voorzichtige, Mrs. Hamilton de impulsieve."

## Huwelijk
In het begin van 1780 ging Eliza bij haar tante, Gertrude Schuyler Cochran, in Morristown, New Jersey logeren. Daar ontmoette ze Alexander Hamilton, een aide-de-camp van Generaal George Washington, die met de generaal en zijn mannen in Morristown was gelegerd. (Twee jaar eerder hadden ze elkaar al kort ontmoet toen Hamilton bij de Schuylers dineerde op de terugweg van onderhandelingen namens Washington.) Dezelfde tijd in Morristown raakte Eliza bevriend met Martha Washington, een vriendschap die bleef bestaan gedurende de politieke carrière van hun echtgenoten. Eliza zei later over Mrs. Washington, "Ze was voor mij altijd het ideaal van een echte vrouw."
De verhouding tussen Eliza en Alexander ontwikkelde zich snel ook al vertrok hij na een maand weer uit Morristown. Begin april verloofden ze zich, met haar vaders toestemming. Daarmee week ze af van twee van haar zussen die zich lieten schaken. Later dat jaar vernam Eliza dat majoor John André, hoofd van de Britse geheime dienst, gevangen was genomen in een mislukt complot gesmeed door generaal Benedict Arnold om het fort van West Point door de Britten te laten veroveren. André was ooit te gast geweest op het landgoed van Schuyler in Albany toen hij als krijgsgevangene op weg was naar Pennsylvania in 1775; Eliza was verliefd geweest op de jonge Britse officier. Hamilton beloofde aan Eliza er alles aan te doen dat de Brit goed behandeld zou worden, hij verzocht ook aan Washington om aan de laatste wens van André, dood door het vuurpeloton, tegemoet te komen; zonder resultaat.  Eliza gaf gedurende een aantal weken na de executie van André geen antwoord op brieven van Hamilton. Op 14 december 1780 traden Alexander Hamilton en Elizabeth Schuyler in het huwelijk.
Hamilton keerde begin januari 1781 terug in militaire dienst. Eliza voegde zich bij hem in New Windsor, waar Washington's leger toen was gestationeerd, en ze pakte haar vriendschap met Martha Washington weer op. Toen het contact tussen Washington en Hamilton verminderde ging het jonge paar eerst bij haar vader in Albany wonen en daarna in een nieuw huis nabij het hoofdkwartier bij New Windsor. Eliza hielp Alexander bij zijn politieke werkzaamheden — gedeelten van zijn 31 pagina's lange brief aan Robert Morris (financier), op financieel gebied, zijn in haar handschrift geschreven.
Spoedig zou Eliza weer verhuizen naar het huis van haar ouders in Albany. Mogelijk had dit te maken met haar eerste zwangerschap. Alexander schreef haar veel brieven, ook met vertrouwelijke militaire informatie, inclusief het vervolg op de Slag bij Yorktown.
Na Yorktown kon Alexander zich weer bij Eliza in Albany voegen waar ze bijna twee jaar woonden voordat ze eind 1783 naar New York verhuisden. Eerder dat jaar was haar oudere zus Angelica met haar man John Barker Church, voor zaken naar Europa verhuisd waar ze 14 jaar bleef wonen. Op 25 september 1784 kreeg Eliza een tweede kind dat ze naar haar zuster Angelica noemde.
De Hamiltons hadden een actief sociaal leven, gingen vaak naar het theater, bals en partijen. "In die jaren had ik weinig privé-leven" zou ze zich later herinneren. Nadat Alexander in 1789 Minister van Financiën werd namen haar sociale verplichtingen alleen maar toe. Eliza hielp Alexander in zijn politieke loopbaan en diende als intermediair tussen hem en zijn uitgever toen hij The Federalist Papers schreef. Gedeelten van zijn pleidooi voor de First Bank of the United States, werden door haar uitgeschreven. Intussen voedde ze haar kinderen op, haar vijfde werd in augustus 1792 geboren, en hield het huishouden draaiende in een periode van diverse verhuizingen tussen New York, Philadelphia, en Albany. Hamilton trok zich na een miskraam van Eliza uit de publieke dienst terug en pakte zijn advocatenpraktijk in New York weer op, ook om dichter bij zijn gezin te zijn.
In 1797 kwam een affaire aan het licht tussen Hamilton en Maria Reynolds, een jonge vrouw die hem voor het eerst in de zomer van 1791 had benaderd voor geldelijke steun. Eliza hechtte eerst geen geloof aan de berichten: John Church, haar zwager, schreef in juli 1797 aan Hamilton dat "het geen enkele indruk op haar maakte, en aannam dat het kwaadsprekerij was." 

Eind juli 1797 vertelde hij haar de waarheid en op 25 augustus 1797 publiceerde hij een pamflet, bekend geworden als het Reynolds Pamphlet, waarin hij zijn een jaar durende overspelige relatie toegaf met het oogmerk de aanklachten te weerleggen dat hij met Maria's echtgenoot James Reynolds betrokken was bij speculatie en fraude met overheidsgeld.
Eliza was in die tijd gevorderd zwanger van haar zesde kind. Ondanks dat was haar reactie op de onthulling van haar man dat ze New York verliet en zich bij haar ouders in Albany voegde waar William Stephen op 4 augustus 1797 werd geboren. Ze ging in september terug naar de echtelijke woning alleen omdat haar oudste zoon ziek was en de dokter in Albany hem niet kon genezen. Op den duur maakten Eliza en Alexander het goed en bleven gehuwd; ze kregen nog twee kinderen. Zij verloren hun oudste zoon Philip, die stierf na een duel op 23 november 1801. Hun achtste kind, geboren in juni 1802, werd naar hem genoemd.
Slechts twee jaar later raakte Alexander ook betrokken bij een "erezaak", wat leidde tot een duel met Aaron Burr waarmee hij een conflict had op politiek gebied. Voor het duel schreef hij Eliza in twee brieven onder andere

The consolations of Religion, my beloved, can alone support you; and these you have a right to enjoy. Fly to the bosom of your God and be comforted. With my last idea; I shall cherish the sweet hope of meeting you in a better world. Adieu best of wives and best of Women. Embrace all my darling Children for me.

Alexander Hamilton raakte ernstig gewond en overleed een dag na het duel op 12 juli 1804 met Eliza aan zijn zijde.

## Latere leven

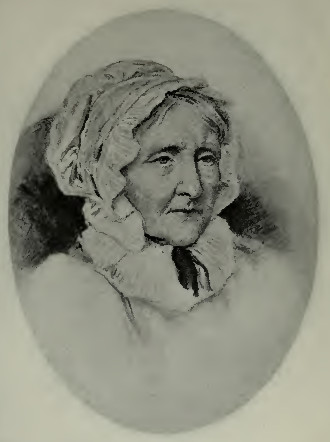
Elizabeth Hamilton op 94-jarige leeftijd.

Een jaar voor het duel was de moeder van Eliza overleden en enkele maanden erna haar vader. Ook twee zoons van haar waren inmiddels overleden.
Eliza moest de schulden van Alexander betalen en liet The Grange, op een 14 hectare groot landgoed in upper Manhattan, veilen. Later kon ze het van de executeurs terugkopen, omdat die vonden dat ze niet publiekelijk van haar huis afstand hoefde te doen. Ze kochten het zelf en verkochten het weer aan haar voor de helft van de prijs. In november 1833, op de leeftijd van 76, verkocht ze The Grange weer voor $ 25.000, en betaalde daarmee de aankoop van een huis in New York, het Hamilton-Holly House waar ze 9 jaar woonde met twee van haar volwassen kinderen; Alexander Hamilton Jr. met zijn vrouw en Eliza Hamilton Holly met haar man. In 1848 verhuisde ze naar Washington, en woonde daar met haar dochter Eliza, inmiddels ook weduwe, tot haar dood in 1854.
In 1805, het jaar na Alexanders dood, werd Eliza lid van de Society for the Relief of Poor Widows with Small Children. Het volgende jaar richtte ze met enkele anderen inclusief Joanna Bethune, het Orphan Asylum Society op. Eliza werd vice-president en in 1821 directrice, wat ze 27 jaar bleef tot ze in 1848 op 91-jarige leeftijd New York verliet. Toen ze vertrok had ze 42 jaar een leidinggevende functie bij dit weeshuis vervuld. De New York Orphan Asylum Society bestaat nog steeds als een sociaal dienstverlenend orgaan voor kinderen, tegenwoordig Graham Windham geheten.
Eliza verdedigde Alexander op verschillende manieren tegen zijn critici, onder andere door zijn claim op het auteurschap van George Washingtons Farewell Address te ondersteunen, en door excuses te verlangen van James Monroe betreffende zijn beschuldiging van financiële onregelmatigheden.

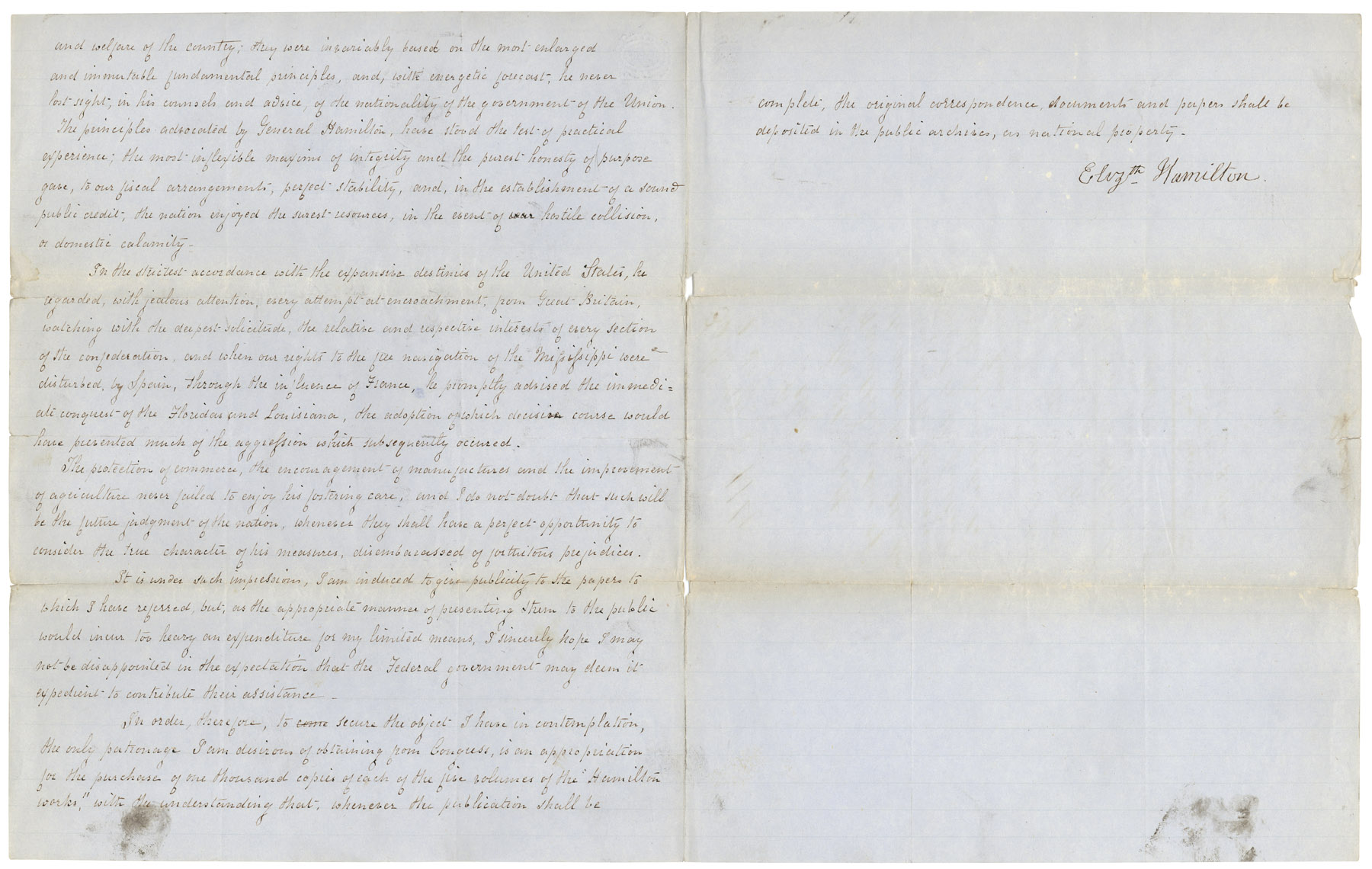
Elizabeth Hamilton verzoekt het Congres om de geschriften van haar echtgenoot Alexander Hamilton te publiceren (1846).

 Ze zette zich in om de nalatenschap van haar man in stand te houden en ordende al zijn brieven en geschriften met hulp van haar zoon, John Church Hamilton, en zette ondanks tegenslagen door om zijn biografie gepubliceerd te krijgen. Zelfs toen ze boven de 90 was bleef ze toegewijd aan liefdadigheid, na haar verhuizing naar New York hielp ze Dolley Madison geld in te zamelen voor de bouw van het Washington Monument.

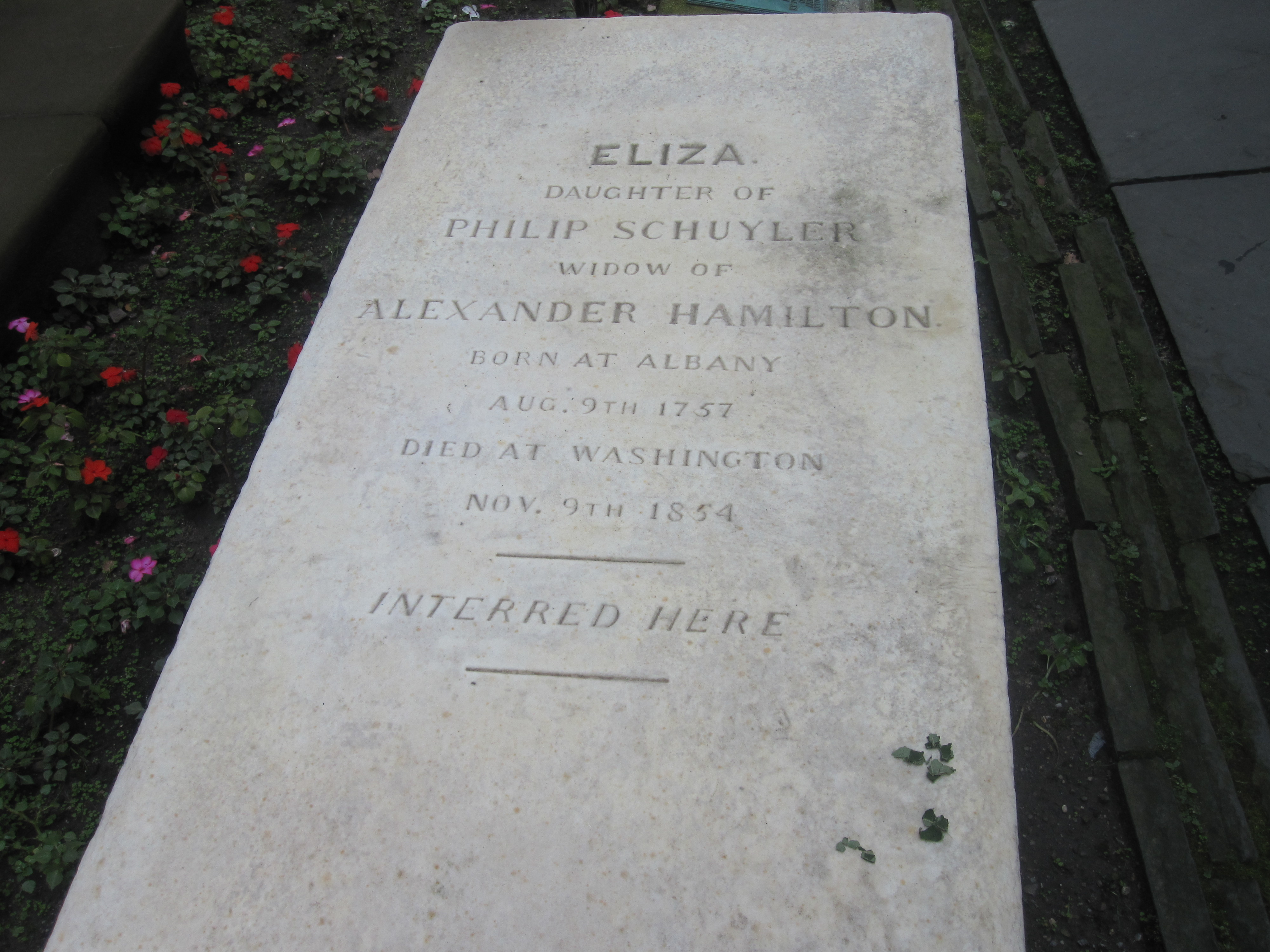
Haar graf bij Trinity Church

Eliza overleed in Washington op 9 november 1854 op 97-jarige leeftijd. Ze overleefde haar man 50 jaar, en overleefde op een na haar broers en zussen, haar jongste zus Catherine was 24 jaar jonger. Eliza werd naast haar man begraven op de begraafplaats van Trinity Church in New York.

## Kinderen
Elizabeth en Alexander Hamilton kregen acht kinderen, soms is daarover verwarring omdat twee de naam Philip kregen:
- Philip, (22 januari 1782 – 23 november 1801), stierf in een duel, net als zijn vader drie jaar later.
- Angelica, (25 september 1784 – 6 februari 1857), kreeg een zenuwinzinking na de dood van haar broer. Toen haar moeder niet langer voor haar kon zorgen kwam ze onder de hoede van Dr. James MacDonald in Flushing, Queens.[32][33]
- Alexander jr, (16 mei 1786 – 2 augustus 1875)
- James Alexander (14 april 1788 – 24 september 1878)
- John Church (22 augustus 1792 – 25 juli 1882)
- William Stephen (4 augustus 1797 – 9 oktober 1850)
- Elizabeth, (20 november 1799 – 17 oktober 1859)
- Philip, ook genoemd "Little Phil" (1 juni 1802 – 9 juli 1884)

## In film en musical
Doris Kenyon speelde de rol van Eliza in de film Alexander Hamilton uit 1931.
Eliza komt ook voor in de Broadway musical uit 2015 Hamilton, geschreven door Lin-Manuel Miranda, over het leven van Alexander Hamilton.